# Hut, Bereg
Hut (în ucraineană Гут, maghiară Gút) este o comună în raionul Bereg, regiunea Transcarpatia, Ucraina, formată numai din satul de reședință.

## Demografie
Componența lingvistică a comunei Hut
     Maghiară (95,79%)
     Ucraineană (3,77%)
     Alte limbi (0,44%)
Conform recensământului din 2001, majoritatea populației comunei Hut era vorbitoare de maghiară (95,79%), existând în minoritate și vorbitori de ucraineană (3,77%).